# MTV Video Music Award para melhor página oficial de artista
O MTV Video Music Award para Melhor Página Oficial de Artista foi dada uma vez, em 1999, durante o pré-show, e desde então, não teve mais nenhuma edição com essa categoria. O vencedor foi Red Hot Chili Peppers pelo seu site oficial, criado e executado por Rockinfreakapotamus Fan Club President e Head Honcho Blackie Dammett (pai de Anthony Kiedis); Webmaster Jonathan Wade com News Director Starla Angel e Web Designer Terry Wells.
| Ano  | Vencedor                                           | Outros indicados                   |
| ---- | -------------------------------------------------- | ---------------------------------- |
| 1999 | Red Hot Chili Peppers (www.redhotchilipeppers.com) | - Limp Bizkit (www.limpbizkit.com) |